# SV Brücken
Der SV 1920 Brücken e. V. ist ein deutscher Fußballverein mit Sitz in der rheinland-pfälzischen Ortsgemeinde Brücken innerhalb der Verbandsgemeinde Oberes Glantal im Landkreis Kusel.

## Geschichte

### Gründung bis Nachkriegszeit
Der Verein wurde im Jahr 1920 gegründet. Ein Jahr später trat der Verein dann auch dem Süddeutschen Fußballverband bei, dabei stieg die erste Mannschaft bereits nach einer Spielzeit in die B-Klasse auf. Nach einiger Zeit in dieser Spielklasse und zwischenzeitlich starken Mitgliederschwund gelangen schließlich drei Meisterschaften am Stück, bis es endlich für den Aufstieg in die A-Klasse reichen sollte. Weiter ging es dann jedoch erst einmal nicht. Zwar gelang nach der Saison 1937/38 noch einmal eine Meisterschaft, hier wurde der Aufstieg aber verfehlt. Nach dem Ausbruch des Zweiten Weltkriegs musste der Spielbetrieb im Februar 1940 dann auch komplett eingestellt werden.
Bereits im September durfte der Verein dann neu gegründet werden. Nach anfänglichen Freundschaftsspielen nahm der Verein im April 1946 wieder an der A-Klasse Kusel teil. Hier wurde die Mannschaft direkt Meister und marschierte auch weiter durch die Bezirksklasse. Zur Saison 1947/48 stieg die erste Mannschaft somit in die zu dieser Zeit zweitklassige Landesliga Westpfalz auf. Mit 20:16 Punkten platzierte sich der Verein am Ende der Spielzeit auf dem dritten Platz. Nach der Saison 1951/52 wurde die Liga aufgelöst und als Nachfolger die 1. Amateurliga Südwest etabliert, die Mannschaft schaffte es jedoch nicht unter die besten vier und ging somit zur Folgesaison in die 2. Amateurliga über. Die Klasse konnte dann noch bis ins Jahr 1955 gehalten werden, bis es runter in die A-Klasse ging. Selbst dort musste die Mannschaft schließlich teilweise gegen den Abstieg kämpfen. Zur Saison 1961/62 sollte dann aber der Wiederaufstieg in die 2. Amateurliga gelingen. In der Liga verblieb der Verein fast bis zum Ende des Jahrzehntes, womit es im Jahr 1969 wieder nach unten in die A-Klasse ging.

### Rückkehr in die 2. Amateurliga und Niedergang bis in die B-Klasse
Nach kurzer Abstinenz gelang im Jahr 1971 dann aber auch schon die Rückkehr in die 2. Amateurliga. In den weiteren Jahren nach Auflösung der Amateurligen hielt platzierte sich die Mannschaft stets auf den vorderen Plätzen der Bezirksliga. Nach der Saison 1988/89 gelang schließlich dann auch der Aufstieg in die zu dieser Zeit erneut eingeführte Landesliga, die Klasse konnte hier dann für drei Spielzeiten gehalten werden. Nachdem Abstieg ging der Niedergang jedoch ununterbrochen weiter und so endete der Verein im Jahr 1996 in der B-Klasse. Sogar der weitere Abstieg in die C-Klasse drohte erheblich.

### Heutige Zeit
Danach konnte die Mannschaft aber wieder einen Aufschwung verzeichnen und fand zur Saison 2003/04 sogar bereits in der Bezirksklasse wieder. Mit 56 Punkten am Ende der Spielzeit stand der SV auf dem zweiten Platz was für den Aufstieg in die Bezirksliga Westpfalz zur nächsten Saison berechtigte. Hier überdauerte der Verein knapp zehn Jahre und musste erst nach der Spielzeit 2011/12, dann aber mit lediglich sechs Punkten über den 16. und damit letzten Platz wieder absteigen. Aus der Bezirksklasse wurde dann zur Saison 2013/14 wiederum die neue A-Klasse, aus welcher der Verein am Ende der Spielzeit ebenfalls ein weiteres Mal absteigen sollte. Dabei reichten die in der Saison erlangten 30 Punkte nicht da die zweite Mannschaft des SV Nanzdietschweiler punktgleich war und mit einem Torverhältnis von -26 gegenüber dem von Brücken (-33) das bessere Ergebnis vorweisen konnten. In der B-Klasse gelang nach der Spielzeit 2015/16 mit 67 Punkten wieder ein zweiter Platz, womit die Mannschaft an einem Aufstiegsspiel gegen die SG Föckelberg/Bosenbach teilnahm. Nach Hin- und Rückspiel stand es 4:4, womit ein weiteres Entscheidungsspiel nötig wurde. Dieses gewann der SV Brücken schließlich auch auswärts mit 2:4, womit die Rückkehr in die A-Klasse erreicht wurde. Halten konnte sich die Mannschaft hier jedoch nicht, wodurch am Ende der Saison mit 37 Punkten über den 13. Platz bereits wieder der Abstieg anstand. Nach der Spielzeit 2017/18 gelang mit 65 Punkten direkt erneut die Platzierung auf dem zweiten Platz. Erneut ging es in ein Aufstiegsspiel und auch erneut stand es nach Hin- und Rückspiel, diesmal gegen die SG Haschbach/Schellweiler unentschieden. Im Entscheidungsspiel unterlag der SV jedoch diesmal auswärts mit 9:8 n. E. Somit spielt die Mannschaft bis heute weiter in der B-Klasse.

## Persönlichkeiten
- Willi Seebauer (* 1946), Spielertrainer in den 1970er Jahren und vorher bei Borussia Neunkirchen